# KSK Ronse
Koninklijke Sportkring Ronse w skrócie KSK Ronse – belgijski klub piłkarski, grający w czwartej lidze belgijskiej, mający siedzibę w mieście Ronse.

## Historia
Klub został założony w 1907 roku jako Association Sportive Renaisienne. W 1987 roku dokonano fuzji klubów Royale Association Sportive Renaisienne i Royal Football Club Renaisien w wyniku czego powstał Koninklijke Sportkring Ronse. Klub spędził 20 sezonów na poziomie drugiej ligi oraz 13 sezonów na poziomie trzeciej ligi.

## Stadion
Domowe mecze klub rozgrywa na stadionie o nazwie Orphale Cruckestadion, położonym w mieście Ronse. Stadion może pomieścić 5021 widzów.

## Reprezentanci kraju grający w klubie
Stan na listopad 2021
| - Nico Broeckaert - Pierre Carteus - Hans Christiaens - Tjörven De Brul - Jacques Stockman - Omar Mussa Rukundo - Samuel Kargbo - Norman Sylla | - Jacob Ewane - Alexis Tibidi - Younous Oumouri - Salaheddine Sbaï - Antonio Tavares - Zakari Junior Lambo - Christian Bouckenooghe - Julius Conteh |